# جورج الويلزي أوينز
جورج الويلزي أوينز (بالإنجليزية: George Welshman Owens)‏ (و. 1786 – 1856 م)هو سياسي، ومحامي من الولايات المتحدة الأمريكية . ولد في سافانا .
وهو عضو في الحزب الديمقراطي الأمريكي .
توفي في سافانا .

## التعليم
تعلم في جامعة كامبريدج.